# NGC 5356
NGC 5356  ist eine Balken-Spiralgalaxie vom Hubble-Typ SBbc im Sternbild Jungfrau am Nordsternhimmel. Sie ist rund 60 Millionen Lichtjahre von der Milchstraße entfernt und hat einen Durchmesser von etwa 15.000 Lichtjahren.
Entdeckt wurde das Objekt am 2. Februar 1786 von William Herschel.